# Target Racing
Target Racing (obecnie znany jako BVM – Target) – włoski zespół wyścigowy, założony w 1997 roku przez Roberta Veniera. Obecnie ekipa startuje jedynie w Formule Abarth, jednak w przeszłości pojawiała się także na starcie Formuły Renault 3.5 (w latach 2011-2012), Formuły Chrysler Euroseries oraz Włoskiej Formuły 3 (lata 2002-2010). I to właśnie we  Włoskiej Formule 3 ekipa święciła największe sukcesy. Zdobyła tam bowiem trzy mistrzowskie tytuły zarówno wśród kierowców, jak i wśród zespołów. Bohaterami stajni zostali: Miloš Pavlović, Fausto Ippoliti i Daniel Zampieri. W prestiżowej Formule Renault 3.5 zespół zajął w latach 2011-2012 odpowiednio 8 i 12 miejsce w klasyfikacji generalnej.

## Starty

### Formuła Renault 3.5
W Formule Renault 3.5 zespół figurował na liście startowej jako BVM – Target
| Rok  | Bolid           | Kierowcy           | Wyścigi | Wygrane | PP | NO | Pkt | M.K. | M.Z. |
| ---- | --------------- | ------------------ | ------- | ------- | -- | -- | --- | ---- | ---- |
| 2011 | Dallara-Renault | Daniel Zampieri    | 17      | 0       | 0  | 0  | 28  | 16   | 8    |
| 2011 | Dallara-Renault | Sergio Canamasas   | 17      | 0       | 1  | 1  | 69  | 8    | 8    |
| 2012 | Dallara-Renault | Giovanni Venturini | 7       | 0       | 0  | 0  | 3   | 25   | 12   |
| 2012 | Dallara-Renault | Siergiej Sirotkin  | 2       | 0       | 0  | 0  | 0   | 35   | 12   |
| 2012 | Dallara-Renault | Daniel Zampieri    | 2       | 0       | 0  | 0  | 1   | 27   | 12   |
| 2012 | Dallara-Renault | Tamás Pál Kiss     | 4       | 0       | 0  | 0  | 0   | 28   | 12   |
| 2012 | Dallara-Renault | Davide Rigon       | 2       | 0       | 0  | 0  | 0   | 33   | 12   |
| 2012 | Dallara-Renault | Nikołaj Marcenko   | 17      | 0       | 0  | 0  | 13  | 20   | 12   |